# Icelus sekii
Icelus sekii és una espècie de peix pertanyent a la família dels còtids.

## Descripció
- Fa 5,3 cm de llargària màxima.
- Nombre de vèrtebres: 36-37.[4]

## Hàbitat
És un peix marí, bentopelàgic i de clima temperat que viu fins als 20 m de fondària.

## Distribució geogràfica
Es troba al Pacífic nord-occidental: el Japó.

## Observacions
És inofensiu per als humans.